# Los Parias
Los Parias fue un periódico anarquista publicado en el Perú entre 1904 y 1910, su línea editorial se definía anarquista. Se trata de uno de los primeros periódicos obreros publicados en el país.

## Historia
Uno de los escritores más famosos del diario era Manuel González Prada, quien escribió muchos artículos y ensayos para el diario.
Muchos de estos artículos luego formarían parte de su libro póstumo, Anarquía, publicado en 1936 por su hijo Alfredo González Prada. El libro fue uno de los primeros tramos anarquistas en ser publicados en el Perú.